# Ursula von der Leyen
Ursula von der Leyen (/ˈʔʊʁzula fɔn dɐ ˈlaɪən/ ), née Albrecht le 8 octobre 1958 à Ixelles (Belgique), est une femme d'État allemande. Membre de l'Union chrétienne-démocrate (CDU), elle est ministre fédérale entre 2005 et 2019 et présidente de la Commission européenne depuis le 1er décembre 2019.
À la suite de la victoire de Christian Wulff aux élections régionales de 2003 en Basse-Saxe, elle devient ministre de la Famille du Land. Elle est choisie deux ans plus tard par Angela Merkel pour occuper le ministère fédéral de la Famille dans sa première grande coalition. Proche de la chancelière, elle mène une politique familiale jugée aux antipodes des positions de son parti en favorisant notamment le développement des crèches et en instituant un salaire parental.
Reconduite en octobre 2009, elle est nommée ministre fédérale du Travail un mois plus tard, du fait de la démission de Franz Josef Jung. Elle devient ministre fédérale de la Défense en décembre 2013, étant la première femme à occuper ce poste.
En juillet 2019, elle est nommée présidente de la Commission européenne par le Parlement européen avec une majorité réduite de neuf voix. Elle démissionne alors du gouvernement allemand et rejoint la Commission le 1er décembre suivant, première femme à en exercer la représentation et la direction. Après un premier mandat particulièrement médiatisé, marqué par la pandémie de Covid-19 et l'invasion de l'Ukraine par la Russie, elle est reconduite dans ses fonctions le 18 juillet 2024. Son action fait l'objet de controverses et de critiques au sujet de nominations ou des commandes de vaccin anti-Covid.
Le magazine Forbes la désigne comme étant la femme la plus puissante du monde depuis 2022.

## Situation personnelle

### Origines
Ursula Albrecht, descend d'une famille de la bourgeoisie hanséatique, la famille Albrecht, avec des connexions aristocratiques, et dont l'origine remonte au XVIIe siècle.
La plupart de ses ancêtres sont originaires des États autrefois indépendants de Hanovre et de Brême, dans le nord de l’actuelle Allemagne. Elle a par ailleurs une arrière-grand-mère américaine d’ascendance principalement britannique, des ancêtres français et italiens plus éloignés, et quelques ascendances dans ce qui est aujourd’hui les États baltes, rattachés alors à l’Empire russe. 
La famille Albrecht figurait parmi les familles dites « patriciennes » de la haute bourgeoisie de l’électorat de Hanovre, et leurs ancêtres étaient médecins, juristes, universitaires ou fonctionnaires depuis le XVIIe siècle.
Son trisaïeul (arrière-arrière-grand-père) George Alexander Albrecht (en) (1834-1898) se transporta à Brême au XIXe siècle, où il prospéra comme négociant en coton, devint un hanséate (c’est-à-dire un membre de l’élite dans l’une des villes hanséatiques) et occupa la fonction de consul d’Autriche-Hongrie à partir de 1895, il a épousé Louise Knoop, fille du baron Ludwig Knoop, l’un des entrepreneurs les plus fortunés du XIXe siècle dans l’Empire russe.

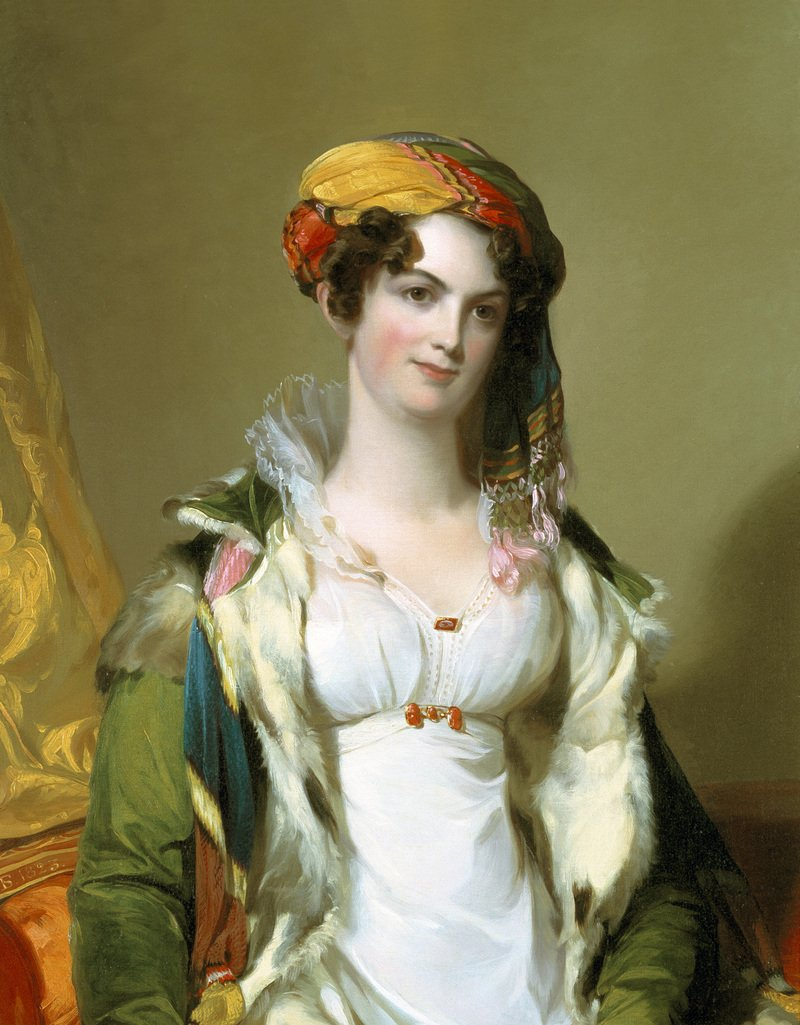
Portrait de Sarah Reeve Ladson (1823), devenue Mrs Robert Gilmor Jr, aïeule d’Ursula von der Leyen, de la famille Ladson, une famille de grands planteurs à Charleston en Caroline du Sud.

L’arrière-grand-père d'Ursula von der Leyen était le négociant en coton Carl Albrecht (en) (1875-1952), qui épousa Mary Ladson Robertson (1883-1960), Américaine issue de la famille Ladson, qui appartenait à l’aristocratie sudiste de Charleston en Caroline du Sud. Ses ancêtres américains ont joué un rôle notable dans la colonisation britannique de l’Amérique du Nord et dans la traite transatlantique. 
Mary Ladson Robertson en effet est la fille d’Edward Twells Robertson, marchand de coton de Charleston, et de Sarah Gilmor Ladson, descendante de Sarah Reeve Ladson (voir le portrait ci-contre de 1823), l’une des trois enfants du révolutionnaire américain et vice-gouverneur de Caroline du Sud James Ladson, de plusieurs gouverneurs coloniaux britanniques, et des tout premiers colons anglais à la Barbade, dans la Caroline, en Virginie et en Pennsylvanie,. 
Parmi les ancêtres de von der Leyen figurent également les gouverneurs John Yeamans, James Moore, Robert Gibbes, Thomas Smith et Joseph Blake, mais aussi Joseph Wragg et Benjamin Smith, qui se rangent parmi les plus riches marchands d’esclaves en Amérique du Nord britannique. 
Au moment où l’esclavage fut aboli aux États-Unis, son ancêtre James H. Ladson (1795-1868) détenait environ deux cents esclaves. Mary Ladson Robertson, qui était affiliée à la National Society of the Colonial Dames of America, était aussi une descendante du vice-gouverneur de Pennsylvanie Samuel Carpenter et de Christopher Branch, l’un des premiers colons anglais, et était apparentée à Thomas Jefferson.
Carl Albrecht et Mary Ladson Robertson sont les parents du grand-père d'Ursula von der Leyen, le psychologue Carl Albrecht (en) (1902-1965), connu pour avoir conçu une méthode de méditation et pour ses recherches en matière de conscience mystique.

### Famille et jeunesse

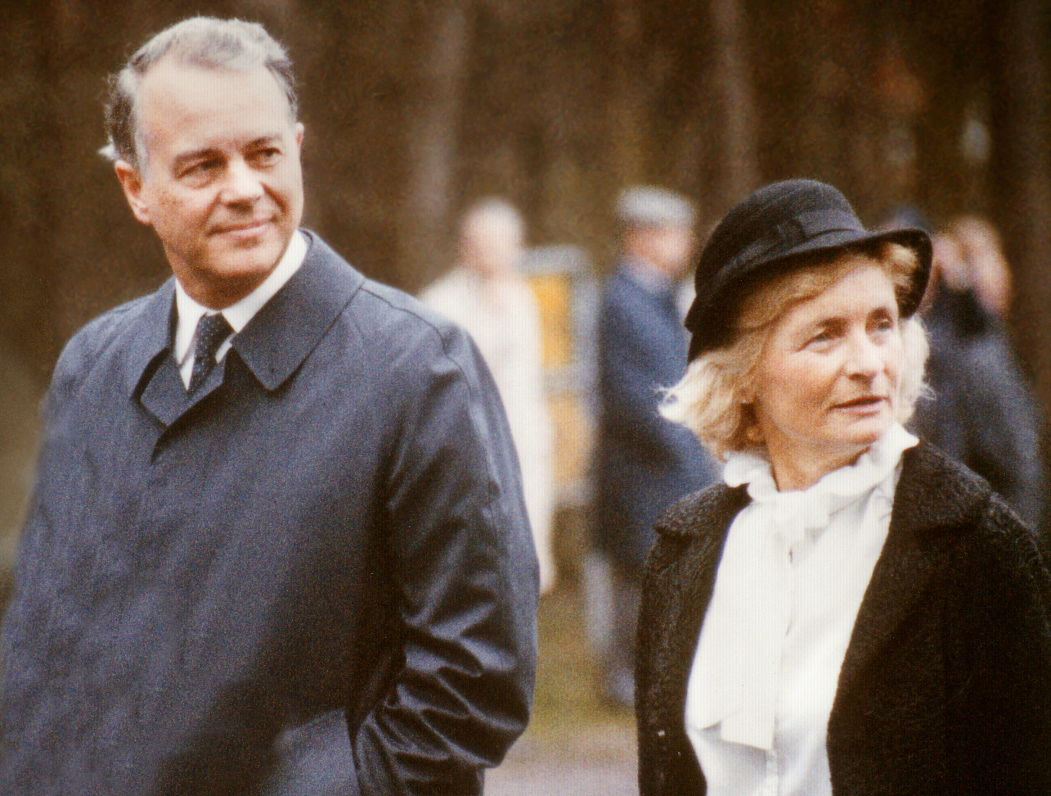
Ses parents, Ernst et Adèle Albrecht.

Née en 1958 à Ixelles, dans la région bruxelloise, Ursula von der Leyen y grandit jusqu’à l’âge de 13 ans.
Son père, l’homme politique allemand Ernst Albrecht (1930-2014), est l’un des premiers fonctionnaires européens, travaillant à Bruxelles à ce titre dès la création de la Commission européenne en 1958, d’abord au sein de la commission Hallstein, comme chef de cabinet auprès du commissaire européen à la Concurrence Hans von der Groeben, puis de 1967 à 1970 comme directeur de la direction générale de la Concurrence.
C'est à Bruxelles que sa petite sœur Benita-Eva meurt d'un cancer à l'âge de onze ans. Ursula s'est ensuite souvenue de « l'énorme impuissance de [s]es parents » face à un cancer, ce qu'elle a cité en 2019 comme l'une de ses motivations pour que la Commission européenne « prenne la tête de la lutte contre le cancer. »
En 1971, la famille Albrecht déménage pour Lehrte, dans la région de Hanovre, après que Ernst Albrecht a été nommé PDG de l’entreprise alimentaire Bahlsen et qu’il s’est engagé en politique dans le Land de Basse-Saxe. Il exerce comme ministre-président de Basse-Saxe de 1976 à 1990,. Il est pressenti comme candidat à la présidence de la République fédérale en 1979, puis proposé sans succès par la CDU en 1980 comme candidat à la chancellerie.
Au plus fort des années de plomb en Allemagne de l’Ouest, elle trouve refuge à Londres en 1978, après que sa famille a été avisée que la Fraction armée rouge (RAF) avait conçu le projet de l’enlever, au motif qu’elle est la fille d’un homme politique de premier plan. Elle passe plus d’une année à se cacher dans la capitale britannique, où elle vit sous la protection de Scotland Yard.
Elle s’inscrit à la London School of Economics (LSE) sous le nom d'emprunt de « Rose Ladson »,,,. [Le diminutif allemand de Rose, Röschen, était son « petit nom » depuis l’enfance, tandis que Ladson est le patronyme de la famille de sa bisaïeule américaine, laquelle famille est originaire du Northamptonshire.]
Elle déclarera plus tard qu’elle « a vécu plus qu’elle n’a étudié », et que Londres était « l’épitomé de la modernité : liberté, joie de vivre, tâter de tout », ce qui lui a donné « une liberté intérieure [qu’elle a] gardée » par la suite.
Elle retourne en Allemagne en 1979, mais reste sous la protection d’un service de sécurité pour plusieurs années encore.
Le frère d'Ursula, Hans-Holger, dirigeant d'entreprises, a été président-directeur général de Deezer de février 2015 à mars 2021.
Elle est la nièce du chef d’orchestre George Alexander Albrecht et la cousine germaine du directeur musical de l’Opéra national des Pays-Bas, Marc Albrecht.

### Formation
Ayant passé son enfance en Belgique, où elle fréquentait l’École européenne de Bruxelles I dès 1964, Ursula von der Leyen est bilingue allemand et français,. Elle s’exprime en outre couramment en anglais, notamment pour avoir vécu pendant cinq années au Royaume-Uni et aux États-Unis.
En 1976, elle obtient un Abitur en mathématiques et sciences. En 1977, elle commence des études de sciences économiques à l’université de Göttingen.
Après son séjour londonien en 1978, elle entreprend, à partir de 1980, des études de médecine à l'université Gottfried Wilhelm Leibniz de Hanovre, études qui durent sept ans. À l'issue de ce cursus, elle soutient sa thèse et obtient son doctorat en médecine en 1991.

#### Polémiques
Le 27 septembre 2015, le site internet anti-plagiat VroniPlag Wiki déclare avoir trouvé des « passages avec du plagiat » dans 27 pages de sa thèse de doctorat. Ursula von der Leyen rejette ces allégations et demande qu'un comité indépendant mène une enquête à leur propos. Après avoir effectué une vérification préliminaire, l'université ouvre une procédure formelle d'examen. En mars 2016, à la suite de cette enquête universitaire, il est décidé de ne pas lui retirer son titre de docteur. Néanmoins, des experts comme les professeurs de droit Volker Rieble et Gerhard Dannemann se montrent en désaccord avec cette décision,,.
En octobre 2015, un représentant de l'université Stanford la critique pour avoir indiqué sur son CV qu'elle a participé à des activités universitaires sans avoir reçu des crédits scolaires pour celles-ci. Par la suite, la presse rend public qu'elle prétendait avoir fréquenté l'université Stanford en tant « qu'auditrice invitée », alors que ce poste n'existe pas,.

### Mariage et enfants

Armoiries de la famille noble von der Leyen.

En 1986, elle se marie avec le médecin Heiko von der Leyen, issu de la famille von der Leyen, de Krefeld, qui a fait fortune dans le commerce de la soie. Celui-ci deviendra professeur de médecine et PDG d’une entreprise d’ingénierie médicale. Il est depuis décembre 2020 « Medical Director » de la société de biotechnologies Orgenesis (thérapies cellulaires et géniques). La famille von der Leyen est de confession luthérienne et membre de l’Église protestante d’Allemagne.
Le couple, qui a fait connaissance dans la chorale de l’université de Göttingen, a sept enfants, nés entre 1987 et 1999, : David (1987), Sophie (1989), Donata (1992), les jumelles Victoria et Johanna (1994), Egmont (1998) et Gracia (1999).

### Carrière médicale
Elle est médecin assistant à la maternité de l’université de Hanovre entre 1988 et 1992. 
Après la naissance de ses jumelles, elle est pendant un temps, de 1992 à 1996, femme au foyer à Stanford, en Californie, pendant que son mari est membre du corps facultaire à l’université Stanford.
Le couple revient en Allemagne en 1996, et elle occupe de 1998 à 2002 un poste d’assistante chercheuse et de chargée de cours au département d’épidémiologie, de médecine sociale et des systèmes de santé à la faculté de médecine de l’université de Hanovre. En 2001, elle obtient dans cette institution le titre de licenciée en santé publique.

### Sport
Elle passe pour une éminente cavalière et a été active dans le sport équestre de compétition.

## Parcours politique

### Débuts et ascension en Basse-Saxe
Elle rejoint l'Union chrétienne-démocrate d'Allemagne (CDU), dont son père a été vice-président fédéral, en 1990. Elle entame son parcours politique 11 ans plus tard, lorsqu'elle remporte un mandat d'élue locale au sein de l'assemblée de la région de Hanovre. Lors des élections régionales du 2 février 2003, elle est élue à 44 ans députée au Landtag de Basse-Saxe dans la circonscription orientale de Lehrte avec 39 % des voix.
Le scrutin ayant permis au chrétien-démocrate Christian Wulff de former une coalition noire-jaune avec les libéraux, Ursula von der Leyen est nommée le 4 mars ministre des Affaires sociales, des Femmes, de la Famille et de la Santé. Au cours du 18e congrès fédéral de la CDU, convoqué à Düsseldorf en décembre 2004, elle intègre le bureau (präsidium) du parti.

### Ministre fédérale de la Famille
En août 2005, la candidate de la CDU/CSU à la chancellerie fédérale, Angela Merkel, la nomme au sein de son équipe de campagne (kompetenzteam), chargée des questions sociales. Le scrutin est remporté par les chrétiens-démocrates mais aucune majorité n'émerge au Bundestag. Merkel constitue alors une grande coalition avec le SPD le 22 novembre suivant, au sein de laquelle Ursula von der Leyen est nommée ministre fédérale de la Famille, des Personnes âgées, des Femmes et de la Jeunesse.

#### Garde des enfants
Elle conduit une politique familiale novatrice. Elle encourage ainsi le développement des crèches afin que les femmes puissent concilier travail et éducation des enfants, en contradiction avec la vision de la famille de son propre parti. En 2005, elle fait adopter une loi (Kinderförderungsgesetz) qui garantit un budget de 4,3 milliards d'euros pour financer des systèmes de garde des enfants[réf. nécessaire].

#### Salaire parental
En 2007, elle assure par ailleurs la mise en place d'un salaire parental, qui permet au parent s'arrêtant de travailler de toucher jusqu'à 1 800 euros par mois pendant les quatorze premiers mois de l'enfant au plus, hommes compris.
Elle propose en outre la création d'un congé parental rémunéré (Elternzeit) de deux mois pour les pères. Ce projet est critiqué par l'évêque catholique Walter Mixa, qui l'accuse de vouloir transformer les femmes en « machines à donner naissance ». Le président du groupement régional de la CSU Peter Ramsauer ironise sur le fait que les hommes n'ont pas besoin de « stage de changement de couches ». Elle emporte le soutien de l'opinion publique au moyen d'une campagne de communication gouvernementale, critiquée pour son coût de trois millions d'euros alors qu'elle véhicule un message perçu comme politisé.

#### Blocage de la pédopornographie

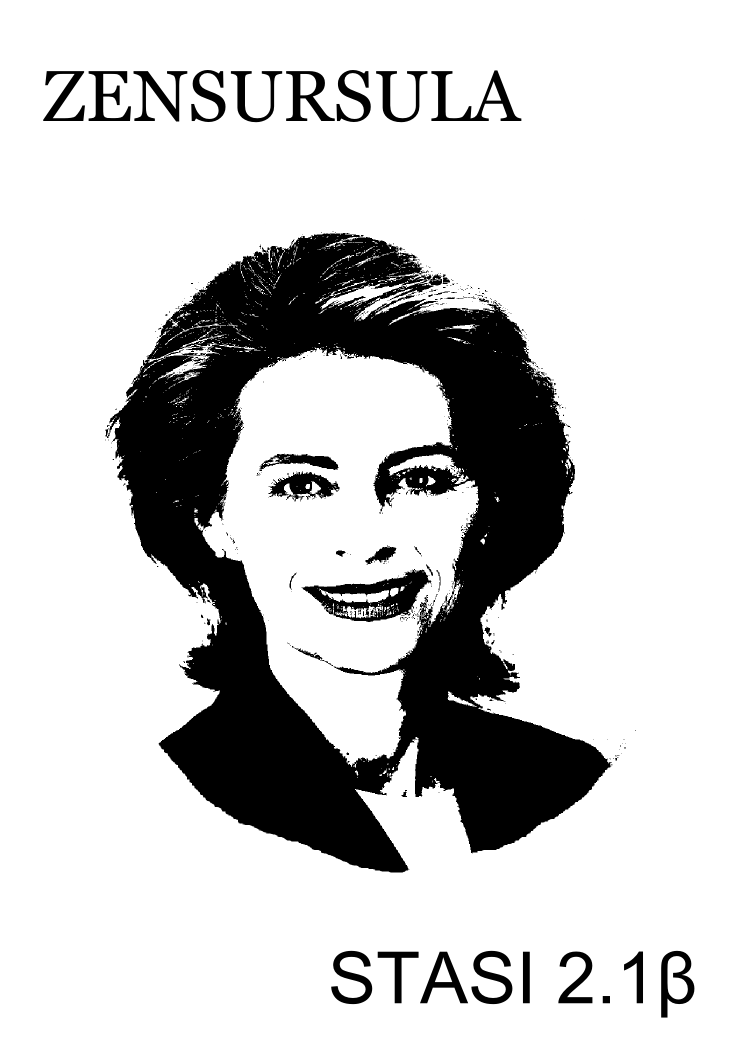
Caricature d'Ursula von der Leyen en Zensursula.

Elle se montre également favorable à un blocage des sites Internet de pédopornographie par les fournisseurs d'accès sur la base d'une liste élaborée par l'Office fédéral de police criminelle (BKA),.
Elle se voit affubler du sobriquet de « Zensursula » en français : « Censursula », un mot-valise associant le prénom de la ministre et le terme « censure » (Zensur). L'association du sujet de la pédopornographie à la censure d'Internet aurait alors causé un intérêt croissant dans le Parti pirate.
En juillet 2009, elle déclare que la lutte contre la pédopornographie en ligne était rendue difficile puisque les personnes responsables se servaient de serveurs localisés en Afrique et en Inde. Selon elle, « la pédopornographie est légale » dans ce dernier pays, basant son propos sur une étude effectuée par le Centre international pour enfants disparus et sexuellement exploités en 2006. La pédopornographie se trouvant en réalité illégale dans le sous-continent, la ministre présente ses excuses par la suite[réf. nécessaire].

### Ministre fédérale du Travail

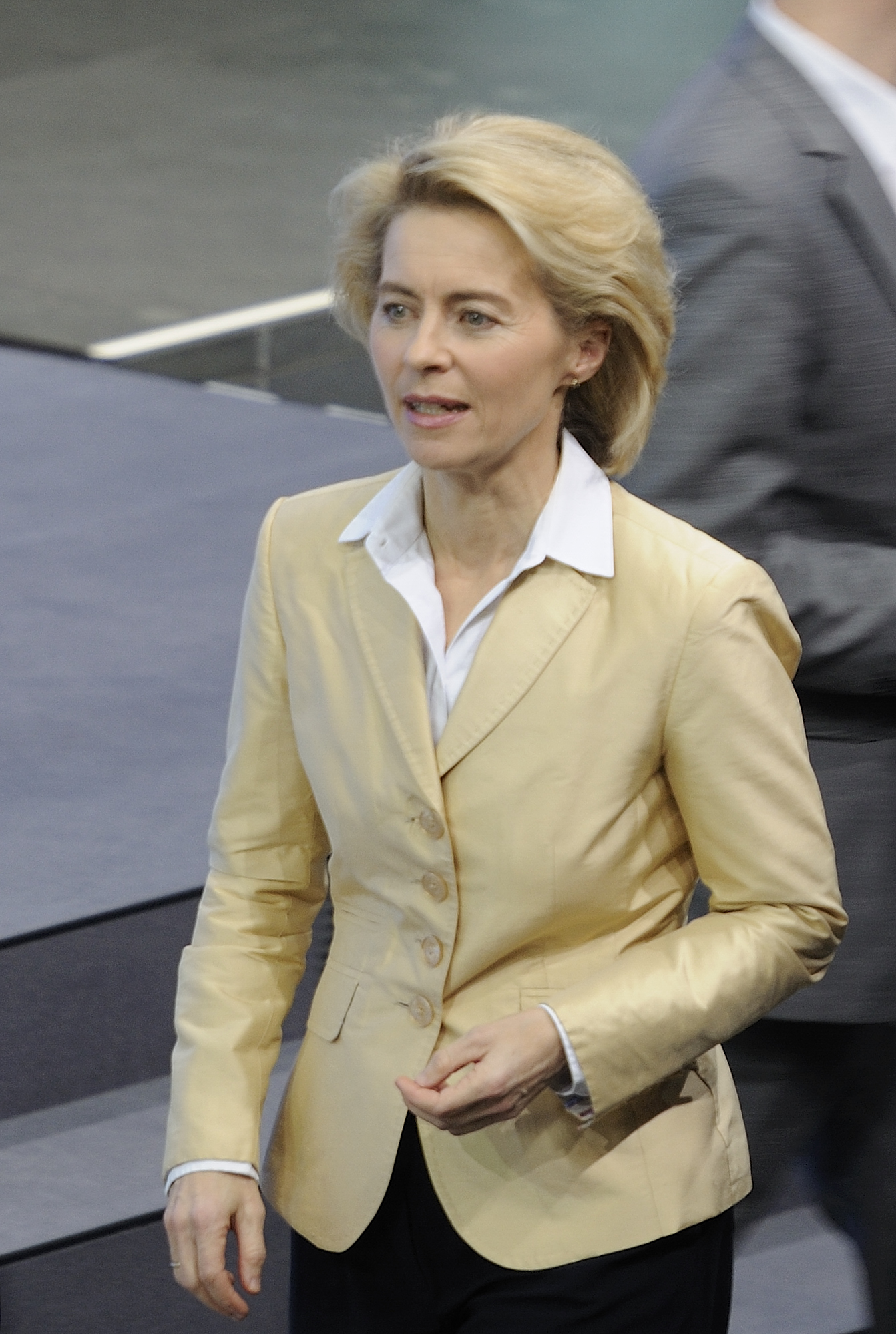
Ursula von der Leyen en 2013.

Élue députée fédérale au Bundestag lors des élections législatives fédérales du 27 septembre 2009, elle est reconduite à son ministère le 28 octobre suivant. Toutefois, à la suite de la démission de Franz Josef Jung, elle est appelée le 30 novembre à le remplacer comme ministre fédérale du Travail et des Affaires sociales.
Au début de l'année 2010, elle doit faire face aux conséquences d'une décision du Tribunal constitutionnel fédéral qui invalide la réforme de l'assurance chômage (Hartz IV) de Gerhard Schröder et Wolfgang Clement pour cause d'insuffisance des allocations et déclare à ce titre que « ce jugement est incontestable et la société va devoir payer, c'est clair ».
À l'occasion du 23e congrès fédéral de la CDU à Karlsruhe, le 15 novembre 2010, elle est élue vice-présidente du parti, sous la présidence d'Angela Merkel, avec 85,12 % des voix.
Elle est favorable à la création d'un salaire minimum. En 2013, elle défend sans succès l'instauration de quotas de femmes au sein des conseils d'administration. Ce quota exigerait qu'il y ait au moins 20 % de femmes au sein des conseils d'administration d'ici 2018 et qui augmenterait à 40 % d'ici 2023.

### Pressentie pour la présidence fédérale
Après la démission du président fédéral Horst Köhler le 31 mai 2010, elle est présentée comme favorite pour être candidate de la coalition noire-jaune à l'élection présidentielle anticipée, disposant notamment du soutien de Merkel.
Les trois formations lui préfèrent finalement Christian Wulff.

### Ministre fédérale de la Défense

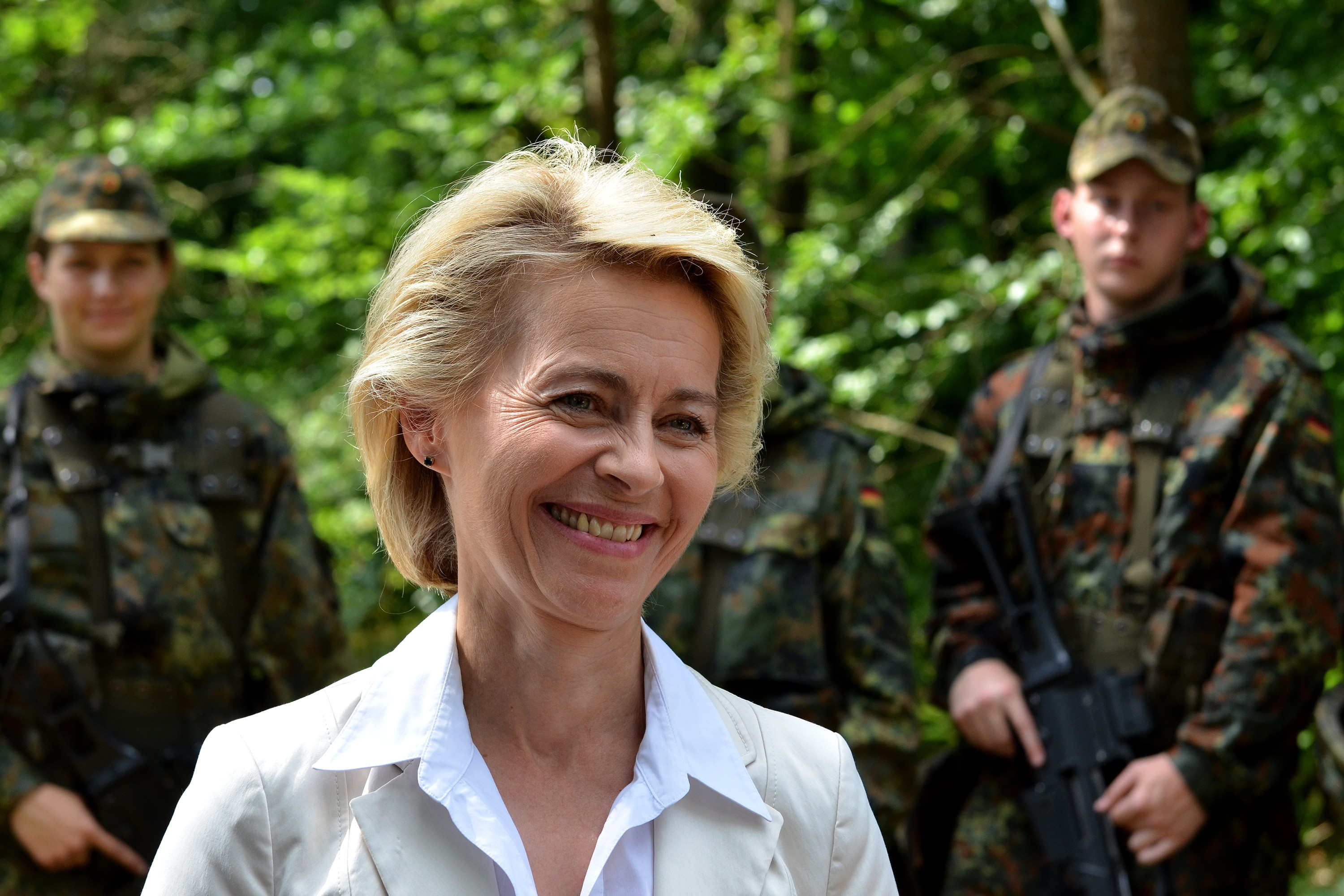
Ursula von der Leyen en 2014.

Lors des négociations pour la formation du troisième cabinet Merkel, constitué d'une nouvelle grande coalition, le ministère du Travail est attribué au Parti social-démocrate d'Allemagne (SPD). Un temps pressentie comme ministre fédérale de la Santé, avec des compétences élargies à la réforme des retraites, Ursula von der Leyen est finalement nommée ministre fédérale de la Défense le 17 décembre 2013. C'est la première fois qu'une femme prend ces responsabilités et la seconde fois qu'un ministère fédéral régalien est dirigé par une femme. Cette nomination est perçue comme renforçant son statut de successeur potentielle de la chancelière Merkel.

#### Guerre d'Afghanistan
Au cours de ses 12 premiers mois de mandat, elle rend visite trois fois aux troupes de la Bundeswehr déployées en Afghanistan. Elle gère ainsi le retrait graduel de l'armée allemande, en parallèle de la réduction de la présence de l'OTAN.
Au cours de l'été 2014, elle a joué un rôle clé dans la décision de l'Allemagne de réapprovisionner au Moyen-Orient les forces peshmerga kurdes avec des armes létales. En septembre 2015, elle se dit ouverte à l'idée de reporter le retrait de 850 soldats allemands installés dans le nord de l'Afghanistan en 2016, après la prise inattendue par les Talibans de la ville de Kondoz, où les troupes fédérales avaient été stationnées.

#### Crises géopolitiques
À la suite de critiques de la part de hauts responsables allemands sur la répression militaire du président turc Recep Tayyip Erdoğan à l'encontre des militants kurdes en août 2015, elle décide de laisser la mission des batteries Patriot, qui a duré trois ans en Turquie du sud, s'écouler au lieu de demander le soutien de la part du parlement pour la prolonger. Elle prend également la décision d'engager 65 millions d'euros pour établir une présence permanente sur la base Incirlik dans le cadre de l'engagement allemand contre l'organisation terroriste État islamique.
Lors de la conférence de Munich sur la sécurité, elle revendique la décision allemande de ne pas approvisionner l'Ukraine en armes. Elle souligne l'importance pour l'Europe d'être unie dans le conflit ukraino-russe et affirme que les négociations avec la Russie sont possibles, contrairement à Daesh. Selon elle, l'Allemagne perçoit la situation conflictuelle comme une occasion de démontrer qu'au XXIe siècle, les pays développés doivent régler leurs conflits par la négociation. Pour elle, fournir des armes aux autorités ukrainiennes afin de les aider à se défendre pourrait avoir des conséquences imprévues et fatales : « La livraison d'armes serait un accélérateur de feu. Cela pourrait donner un prétexte au Kremlin d'intervenir ouvertement dans ce conflit ».
Au début de l'année 2016, elle obtient du Bundestag l'envoi d'un contingent de 650 soldats de plus au Mali dans le cadre de la MINUSMA[réf. nécessaire].

#### Réforme des forces armées
En 2014, elle propose un régime pour rendre la Bundeswehr plus attrayante pour les nouvelles recrues, en offrant même des garderies aux enfants des soldats, en limitant les affectations pour qu'elles s'alignent avec les périodes scolaires ainsi que des augmentations importantes des primes pour les affectations dangereuses,.
En 2017, après un scandale, elle interdit la vénération de symboles faisant référence au nazisme dans l'armée allemande.

#### Achat et vente de matériel militaire

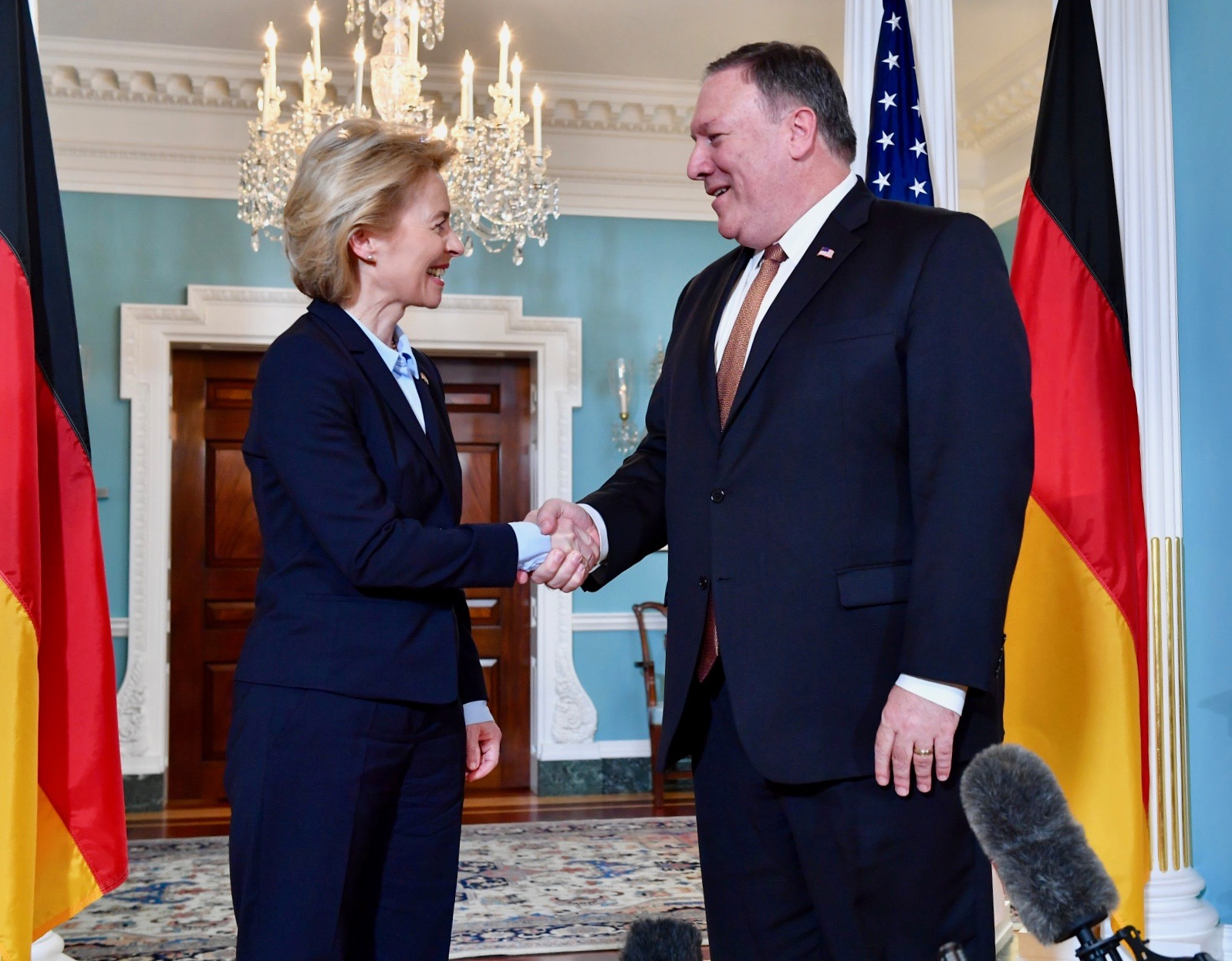
Ursula von der Leyen et Mike Pompeo, en 2018.

Au début de son mandat, elle s'engage à mieux gérer le budget pour le matériel militaire après avoir publié un rapport préparé par KPMG sur les échecs répétés du contrôle des fournisseurs, des coûts et des délais de livraison, par exemple avec l'avion de transport Airbus A400M, l'Eurofighter Typhoon et le véhicule de combat blindé Boxer.
Au début de 2015, elle critique ouvertement Airbus pour les délais de livraison de l'avion de transport A400M en déclarant que la compagnie avait de graves problèmes avec la qualité du produit. Sous sa direction, le ministère a accepté de recevoir 13 millions d'euros comme indemnisation pour les délais de la livraison des deuxième et troisième avions A400M ; en 2016, elle demande 12,7 millions d'euros supplémentaires comme indemnisation pour les délais de livraison du quatrième avion[réf. nécessaire].
Durant son séjour en Inde en 2015, elle annonce un contrat avec le gouvernement pour la construction de six petits sous-marins diesel-électrique TKMS, un projet de 11 milliards de dollars,.

#### Impopularité
Bénéficiant d’une popularité relativement élevée à partir de 2005, elle voit les bonnes opinions en sa faveur diminuer lors de son passage au ministère de la Défense. Alors que l’armée lui reproche ses méthodes de travail, elle est régulièrement accusée de mauvaise gestion du budget de son ministère. En 2019, sa popularité tombe sous les 30 % et une étude d'opinion réalisée pour le quotidien Bild indique que les Allemands la perçoivent comme la deuxième personne la moins compétente au Gouvernement. Après le Conseil européen de juillet 2019, seuls 33 % des Allemands sondés par l’institut Infratest dimap (de) estiment qu’elle ferait une bonne présidente de la Commission européenne.

## Présidente de la Commission européenne

### Élection

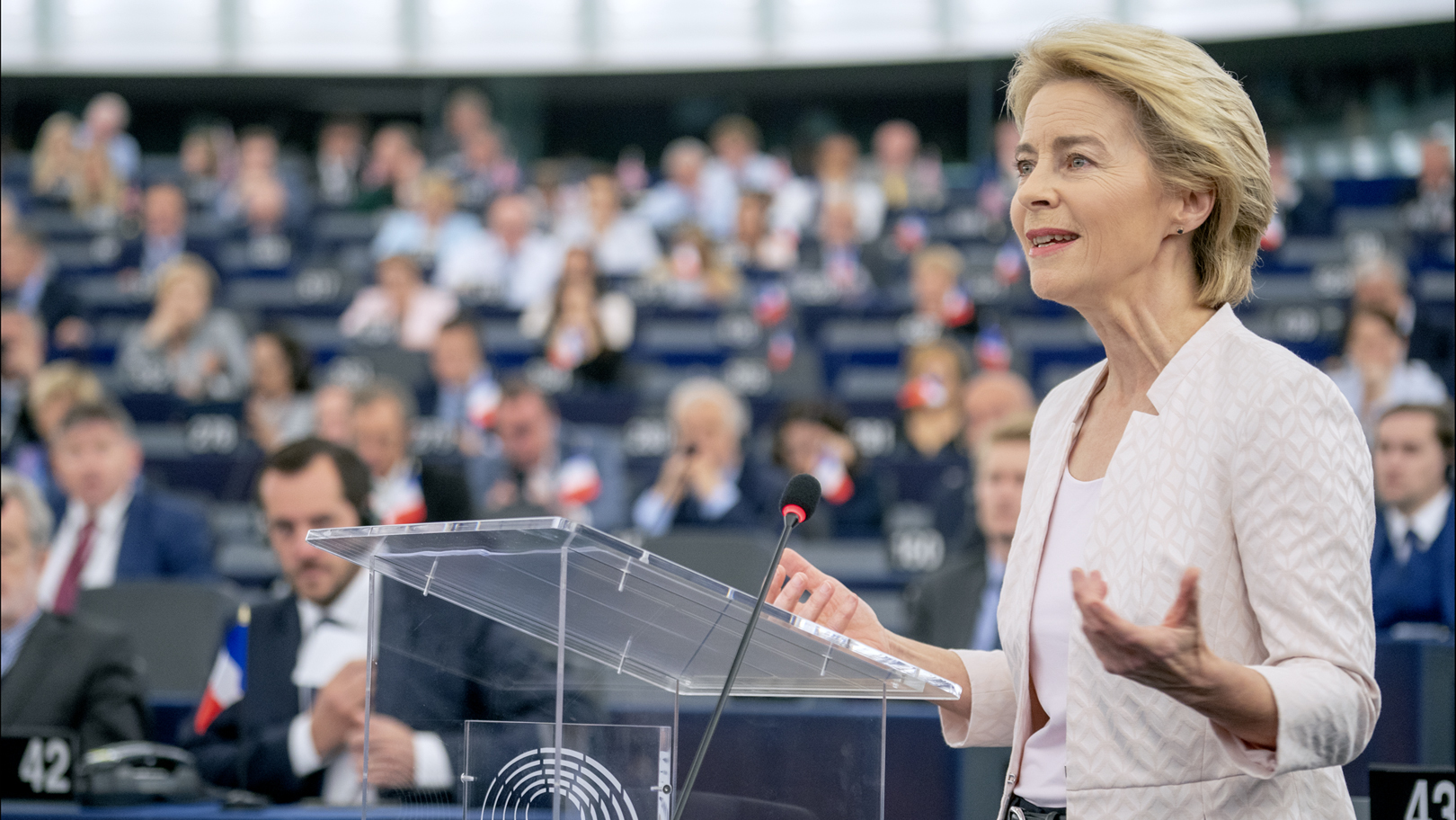
Ursula von der Leyen en 2019 au Parlement européen.

Le 2 juillet 2019, les chefs d'État et de gouvernement réunis en Conseil européen proposent qu'Ursula von der Leyen soit désignée présidente de la Commission européenne en remplacement du Luxembourgeois Jean-Claude Juncker, en poste depuis 2014. Issue de l’aile gauche du Parti populaire européen (PPE), elle est suggérée par Emmanuel Macron à Angela Merkel afin de débloquer les négociations entre dirigeants européens,, alors que la candidature du social-démocrate néerlandais Frans Timmermans, qui faisait l'objet de l'accord des dirigeants européens présents au sommet du G20 quelques jours plus tôt, a été rejetée par des figures du PPE et les dirigeants polonais et hongrois. Devant l'hostilité du Parti social-démocrate d'Allemagne, membre de son gouvernement, à l'égard du choix final d'Ursula von der Leyen, Angela Merkel s’abstient lors du vote sur son nom, tout en votant en faveur de l'ensemble des nominations pour les différents postes. Ce choix rompt avec le système du spitzenkandidat, consistant à proposer comme président de la Commission la tête de liste du parti européen arrivé en tête des élections européennes, qui avait conduit à l'élection de Jean-Claude Juncker en 2014.
Pour ses auditions par les groupes du Parlement européen, elle s'avère, selon Emmanuel Berretta du Point, contrainte d'« en rester aux généralités » la plupart du temps, alors que les députés exigent des réponses tranchées sur les sujets sensibles. Elle se prononce cependant pour laisser le temps nécessaire aux Britanniques pour mener à bien les négociations du Brexit, allant ainsi à l'encontre de la position d'Emmanuel Macron. Après son audition, le groupe des Verts/Alliance libre européenne annonce qu'il votera contre elle.
Son discours devant le Parlement européen est marqué par sa promesse d'un « green deal » (plan d’investissement durable de 1 000 milliards d’euros) visant à faire de l'Europe « le premier continent neutre » en carbone en 2050. Elle s'engage également pour une commission paritaire, un droit d’asile européen, la reconnaissance intégrale du droit d’initiative du Parlement européen, une nouvelle convention sur l'avenir de l'Europe, un système de réassurance chômage européen pour aider les pays en crise, l'instauration d'un salaire minimum, la taxation des multinationales présentes dans l’Union, la création d'un budget de la zone euro, ou encore la fin de l’unanimité des États sur les dossiers fiscaux. Elle se dit également prête à un nouveau report de la date de sortie du Royaume-Uni, alors fixée au 31 octobre 2019,,. Contexte estime que « malgré son étiquette politique chrétienne-démocrate, le programme dévoilé par la future présidente de la Commission européenne sent bon la social-démocratie ».
Le 16 juillet 2019, le Parlement européen approuve sa nomination à la fonction de présidente de la Commission européenne à une courte majorité : elle obtient 383 voix sur 747, soit 51,3 %. Son score théorique était de 444 voix compte tenu du soutien annoncé des groupes du Parti populaire européen, de l'Alliance progressiste des socialistes et démocrates et de Renew Europe,. Elle est notamment dépourvue du soutien des délégations françaises, belges et allemandes de l'Alliance progressiste des socialistes et démocrates, tandis que Droit et justice et le Mouvement 5 étoiles votent en sa faveur, ce qui lui permet probablement d'être élue. Si elle reconnaît que la mise à l’écart, par les chefs d’État et de gouvernement, des spitzenkandidaten issus du Parlement, a créé « beaucoup de ressentiment », Le Monde explique aussi la faiblesse de son score par « des divisions au sein des groupes, des critiques contre la procédure de désignation à laquelle le Conseil (les États) a eu recours et certaines zones d’ombre dans les annonces faites le matin même par la prétendante ». Contexte indique : « Elle a surtout pu être élue — d’extrême justesse — grâce aux concessions de dernière minute faites à une alliance qui réunit Verts, centristes et socialistes. Ces formations, qui se disent ambitieuses sur le climat, forment de facto le centre de gravité du nouvel hémicycle. » Ursula von der Leyen reprend notamment l’idée d’une réduction des émissions de gaz à effet de serre d’au moins 50 % d’ici à 2030, une proposition défendue par ces trois groupes alors que le PPE refuse tout objectif chiffré.

### Exercice de la fonction

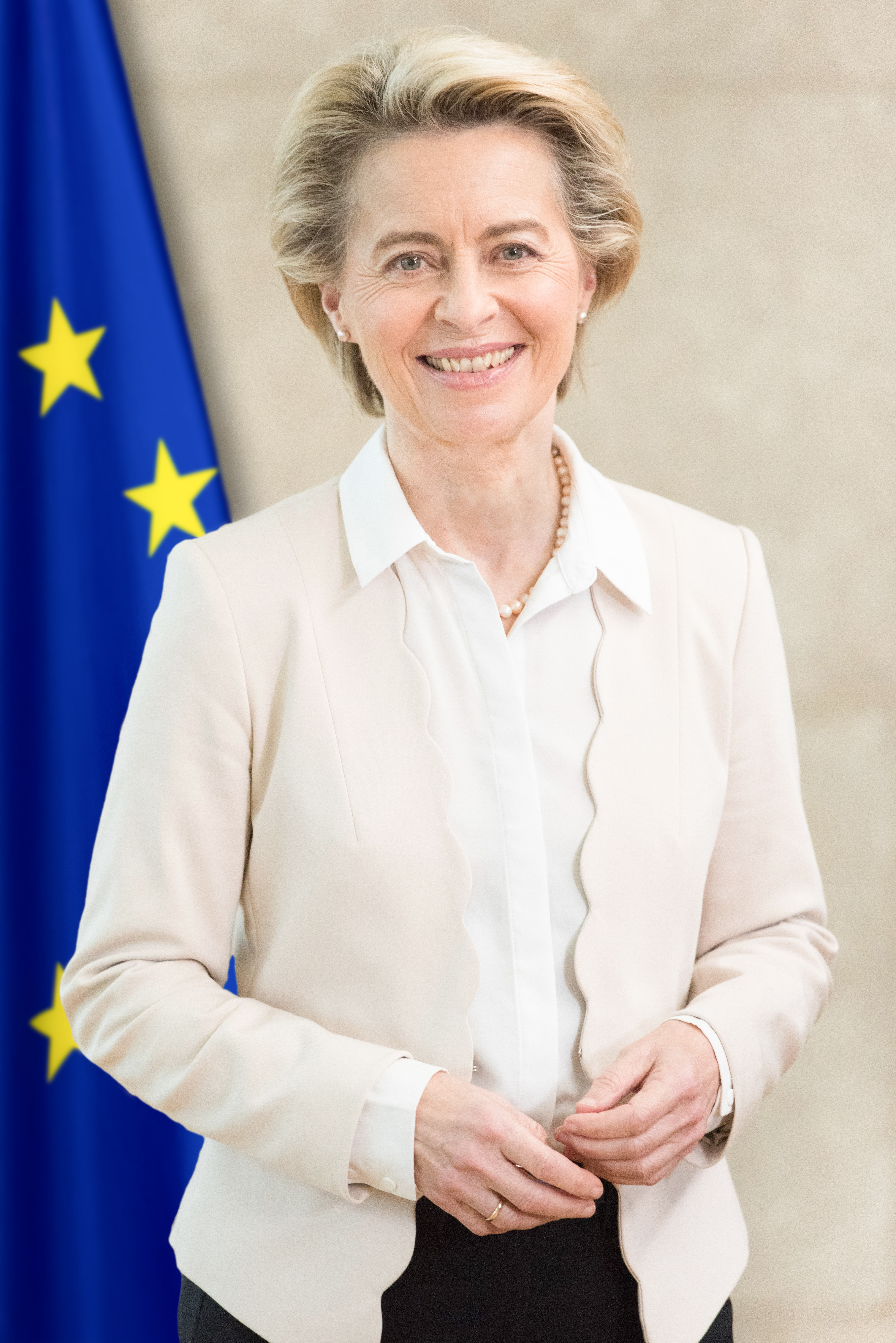
Premier portrait officiel d'Ursula von der Leyen (2020).

Le 1er décembre 2019, Ursula von der Leyen prend officiellement ses fonctions en tant que présidente de la Commission européenne pour cinq ans, et devient ainsi la première femme à la tête de cette institution,, et la seconde personnalité allemande à occuper le poste après Walter Hallstein, premier président de la Commission. Il s'agit du quatrième mandat consécutif pour une personnalité du Parti populaire européen, après les deux mandats de José Manuel Barroso et celui de Jean-Claude Juncker.

#### Incident protocolaire - Sofagate
Le 6 avril 2021, lors d'une visite diplomatique à Ankara avec le président du Conseil européen Charles Michel auprès du président de la république de Turquie Recep Tayyip Erdoğan, Ursula von der Leyen s'est retrouvée dans une pièce dans laquelle seuls deux fauteuils avaient été installés pour ces trois dirigeants. Le président turc et le président du Conseil européen ont tous les deux pris place dans ces fauteuils, obligeant Ursula von der Leyen à s’asseoir sur le côté dans un canapé, face au ministre turc des Affaires étrangères. Cet incident, qualifié de simple erreur protocolaire par Charles Michel, est plutôt perçu comme du sexisme par Ursula von der Leyen, soutenue par de nombreuses personnalités politiques réclamant des explications.

### Prises de position

#### Politique étrangère

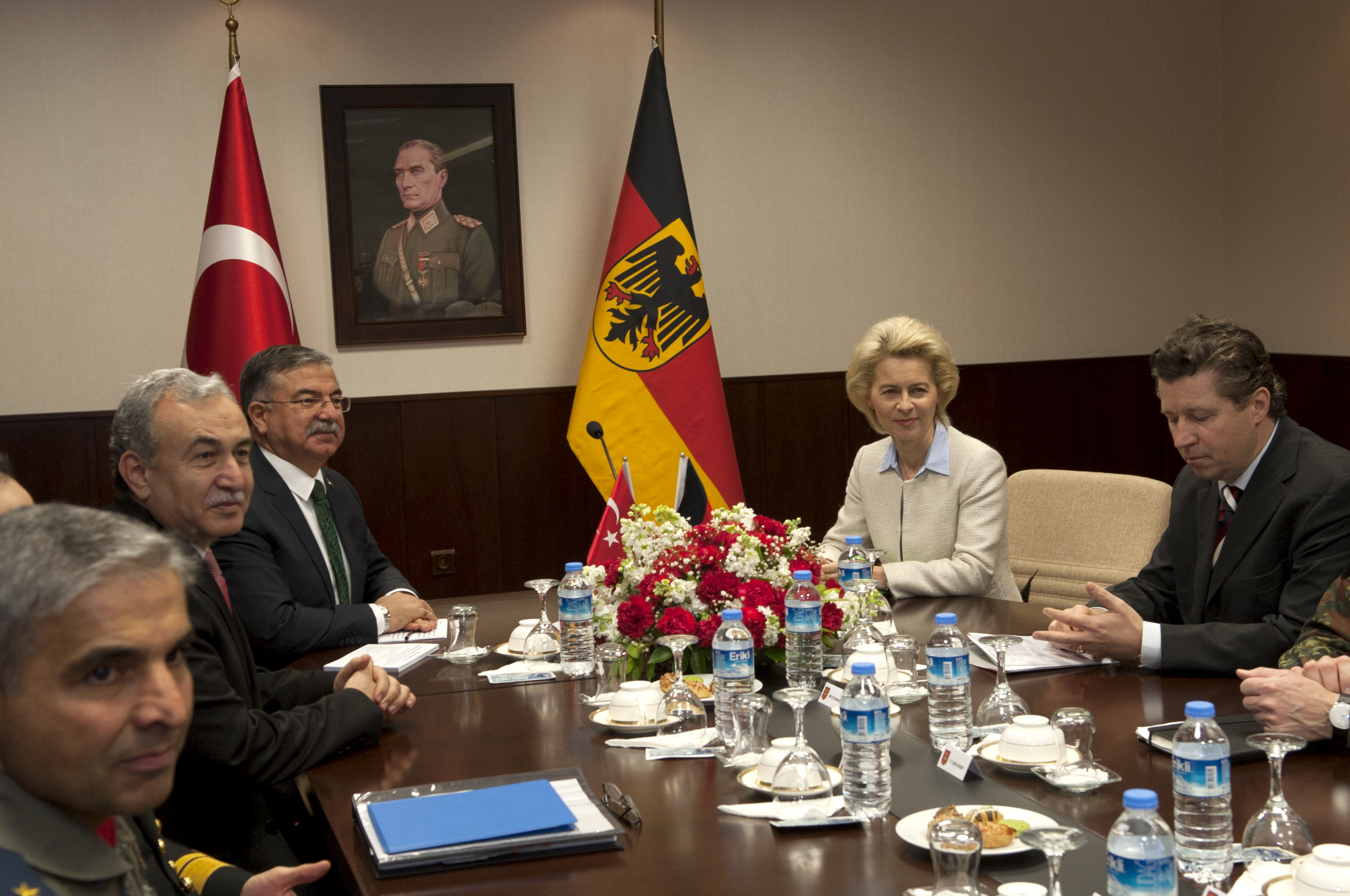
Ursula von der Leyen à la base aérienne d'Incirlik, en 2016.

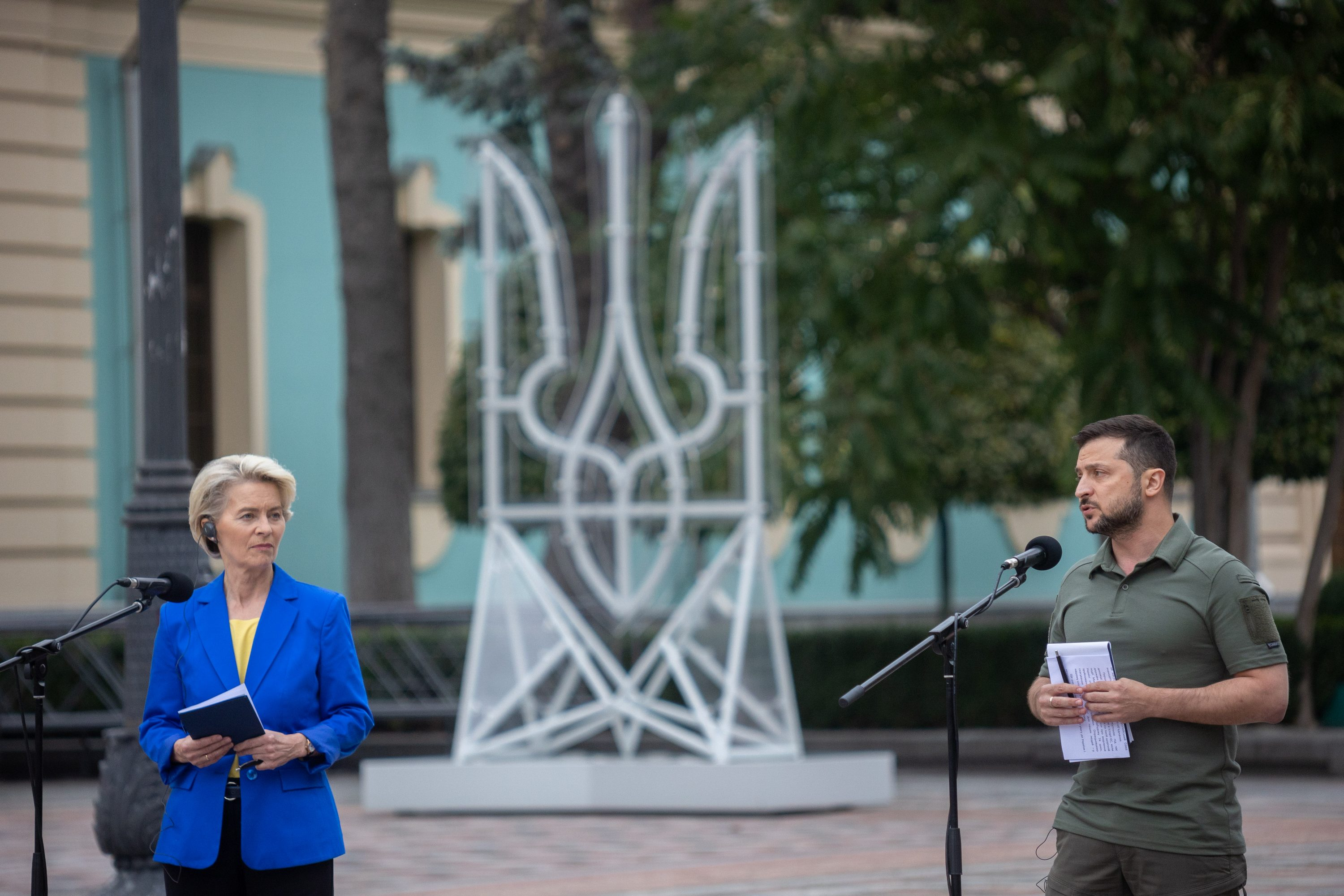
Le 15 septembre 2022 en Ukraine sur la Voie du Courage.

Elle défend en 2014 la nécessité pour l'Allemagne de développer une politique étrangère plus ferme. Le gouvernement valide ainsi, en septembre suivant, l'envoi d'armes aux forces armées kurdes et irakiennes, rompant la tradition allemande de ne pas exporter de matériel militaire vers une zone de conflit.
Réagissant à la détérioration des relations euro-russes après l'annexion de la Crimée par la Russie en 2014, elle estime que « la dépendance au bon fonctionnement de la relation commerciale avec l'Europe est beaucoup plus importante en Russie » et que les sanctions imposées par les Européens pourraient pousser les oligarques et la société civile russes à réagir auprès de Vladimir Poutine. Elle appelle par ailleurs l'OTAN à mieux protéger les pays baltes dans ce contexte. Selon Les Échos, elle est considérée comme « très atlantiste ».
Lors de la crise migratoire de 2015, elle critique les violences policières hongroises anti-réfugiés à la frontière serbe mais, selon le politologue Dániel Deák, « plaidait secrètement pour le renforcement des frontières et l'arrêt de l'immigration illégale contre la position d'Angela Merkel ».
Le 18 janvier 2019, elle publie une tribune dans The New York Times où elle soutient l'existence de l'OTAN et plaide pour plus de coopération sur les enjeux de défense entre les pays occidentaux.
Dans son premier discours sur l'état de l'Union, elle propose à l’UE de réduire d’au moins 55 % ses émissions de gaz à effet de serre pour 2030, promet de renforcer les « lois en matière d’égalité raciale là où des lacunes subsistent », et met en garde la Turquie contre toute tentative d’« intimidation » de ses voisins dans le conflit gazier qui l’oppose à la Grèce en Méditerranée orientale.

#### Intégration européenne
Dans une entrevue accordée au journal Der Spiegel en 2011, elle exprime sa préférence pour « des États-Unis d'Europe — gérés sur le modèle de l'État suisse, de l'Allemagne ou des États-Unis — qui renforceraient la grandeur de l'Europe tout en s'accordant sur des questions importantes telles que la finance, la fiscalité et la politique économique ». Au cours de la même année, Angela Merkel critique fortement sa ministre, pour avoir exigé que la Grèce offre des garanties pour les prêts d'urgence afin d'éviter un défaut de paiement.
En 2015, elle déclare qu'une armée européenne doit être envisagée sur le long terme « peut-être pas par mes enfants, mais par mes petits enfants ». Au mois de mars, elle rencontre ses homologues français Jean-Yves Le Drian et polonais Tomasz Siemoniak pour encourager la coopération entre leurs trois pays dans les zones de crise. Il s'agit ainsi de la première réunion au niveau du Triangle de Weimar depuis 2007. À la suite du référendum du Royaume-Uni sur l'appartenance à l'Union Européenne en 2016, elle assure que le Royaume-Uni avait « paralysé » les efforts des autres États européens d'intégration dans une politique de sécurité et « bloquait toujours tout ce qui était caractérisé comme étant européen ».

#### Droits homosexuels
Elle a vivement encouragé le mariage homosexuel en Allemagne, où il est légal depuis 2017.

### Réélection
Résultat d'intenses négociations, le nom d'Ursula von der Leyen est à nouveau proposé pour la présidence de la  Commission européenne par le Conseil européen après les élections européennes de juin 2024.
Le 18 juillet 2024, ce choix est approuvé par le Parlement européen avec une majorité absolue de 401 eurodéputés votant pour sa réélection et 284 votant contre, sur 720. Son élection se fait avec une majorité absolue, renforcée d'une trentaine de voix par rapport à 2019.
La période qui fait suite à sa reconduction à la tête de l’exécutif de l’UE, est caractérisée par une « mainmise inédite à Bruxelles » et une « personnalisation du pouvoir » selon Le Parisien. Ayant placé des fidèles aux postes incontournables de l’administration, comme par exemple à la tête des puissantes directions générales dédiées au Climat et au Budget, elle parvient au fait que tous les arbitrages importants remontent vers elle, où elle décide « avec une poignée de proches, presque tous allemands. » Il lui est également reproché de fonder nombre de ses projets de réformes sur l’article 122 du traité sur le fonctionnement de l'Union européenne, qui permet « de contourner totalement le Parlement européen ». Elle l’a utilisé de multiples fois à partir de la pandémie de Covid-19, en 2020, notamment lors de l’achat commun de vaccins, pour le financement du chômage partiel ou encore, pour hâter le déploiement d’une enveloppe de 150 milliards d’euros dédiée au réarmement de l’Europe.

## Controverses

### Anglomanie
En septembre 2020, Ursula von der Leyen a été la première présidente de la Commission à prononcer le discours sur l'état de l'Union presque entièrement en anglais, rompant avec l'usage établi d'alterner équitablement entre les trois langues principales de travail de l'UE : l'allemand, l'anglais et le français. Ce discours suscite la controverse car Ursula von der Leyen, parfaitement trilingue, est apte à s'exprimer aussi en français et évidemment dans sa langue maternelle, l'allemand. Selon le journal français Libération, l'origine de cette bourde viendrait de deux proches conseillers germanophones ayant préparé les éléments de ce discours en anglais. Dans le contexte du Brexit et alors qu'un peu moins de vingt eurodéputés ont l'anglais comme langue maternelle, ce discours est perçu comme un exemple de l'anglicisation croissante des affaires européennes. Von der Leyen a reçu deux fois, en 2019 et 2021, le prix parodique de la Carpette anglaise,.
En novembre 2021, au moment de la Cop26 à Glasgow, ses fréquents voyages officiels en avion privé sur de petites distances sont épinglés par la presse,.

### Statut de protection des loups
En septembre 2023, von der Leyen propose de réviser le statut de protection du loup ; elle déclare que « la concentration de meutes de loups dans certaines régions d'Europe est devenue un véritable danger pour le bétail et, potentiellement, pour l'homme ». Le communiqué n'est pas sans susciter une certaine controverse; bien que la Commission européenne fasse valoir que le loup se répand dans des régions où il avait disparu et entraîne « de plus en plus de conflits » avec les chasseurs, agriculteurs et éleveurs, des organisations écologistes protestent. Ainsi, le Fonds mondial pour la nature s'oppose strictement à la proposition et affirme qu'elle « ne repose sur aucun fondement scientifique et relève d’une logique purement politicienne ». Un loup ayant tué l'un des poneys d'Ursula von der Leyen un an auparavant, certains y voient une vengeance personnelle,.

### Congrès du PPE de 2024
En mars 2024, avant l'ouverture du congrès du Parti populaire européen (PPE) à Bucarest, le président du parti Les Républicains Éric Ciotti confirme que son parti ne soutiendra pas la candidature d'Ursula von der Leyen à sa propre succession dans le cadre des élections européennes de juin. Il lui reproche notamment d'incarner « une forme de dérive technocratique de cette Europe vers une forme de fédéralisme que nous récusons ». N’ayant pas d’adversaires, elle est finalement investie par le Parti populaire européen pour briguer un nouveau mandat à la tête de la Commission européenne avec seulement 400 voix des 801 délégués (dont 89 contre). Le Point explique ce vote mitigé par les critiques qui ont émaillé son quinquennat finissant « où elle a donné l’impression d’être davantage à l’écoute des députés centristes de Renew, des socialistes du groupe S&D et surtout des écologistes ». Ursula von der Leyen serait « surtout un choix de la CDU-CSU qui, bien qu'éloignée de ses options politiques, préfère verrouiller la présidence de la Commission au profit d'une compatriote. »

### Nomination contestée de Markus Pieper
Le 6 avril 2024, le Journal Libération fait état d'une révolte de plusieurs commissaires européens contre Ursula von der Leyen. Ils lui reprochent d'avoir imposé de force la création d’un poste de représentant de l'UE pour les petites et moyennes entreprises en faveur de Markus Pieper, « l’un de ses protégés, un Allemand de son parti, la CDU. » Le poste est rémunéré 20 000 euros par mois. Selon Le Figaro, Pieper touchera plus de 18 000 euros par mois pour exercer cette fonction qui était auparavant honorifique. Pour Libération, « Ursula von der Leyen, qui ambitionne d’être reconduite à la tête de la Commission pour un nouveau mandat de cinq ans, a été prise la main dans le sac de la prévarication, du clientélisme et du copinage. » Plus généralement, nombreux s’interrogent au sein des institutions européennes sur le flou qui entoure cette nomination. Markus Pieper a été choisi alors même que ses adversaires pour occuper le poste ont obtenu une meilleure note lors de l’évaluation des comités de sélection indépendants. Le 11 avril, le Parlement européen approuve un amendement demandant à la Commission européenne l’annulation de ce « recrutement controversé » Le 15 avril, Markus Pieper annonce vouloir renoncer à ce poste « hautement rémunéré » à la Commission européenne

### Formation controversée de la Commission en 2024
Le 19 septembre 2024, le journal Politico Europe fait écho à des voix en provenance de l'Union européenne selon lesquelles, quand Ursula von der Leyen a fait connaître son équipe pour la prochaine Commission européenne, il a été clair qu'elle entendait avoir un contrôle sans entrave sur la politique de l’Union européenne, promouvoir ses proches et diluer des portefeuilles puissants en les divisant entre plusieurs personnes. Durant son premier mandat, elle avait déjà acquis la réputation de prendre des décisions unilatérales et d’outrepasser ses attributions, ce qui lui avait valu le surnom de « reine Ursula ». Au vu de la nouvelle situation, Politico intitule son article : « De reine à impératrice ».
Dans un entretien avec Le Monde publié le 29 septembre 2024, l'ancien commissaire français Thierry Breton fait allusion à certains journaux bruxellois qui qualifient Ursula von der Leyen d'impératrice de l'Europe et il ajoute : « C'est gênant pour l'Europe, qui n'est pas construite pour avoir une impératrice ou un empereur. » Il reproche à Ursula von der Leyen de vouloir diluer, dans la prochaine Commission, le rôle des vice-présidents exécutifs en les rendant plus nombreux et en les nommant sans qu'ils aient acquis, comme c'était le cas jusqu'ici, une première expérience au poste de commissaire. Alors que par le passé, le portefeuille des commissaires reconduits était renforcé, notamment en raison de l'expérience qu'ils avaient acquise, cette fois, les commissaires reconduits ont été rétrogradés. « C'est un fait, Ursula von der Leyen a souhaité un collège plus vertical et dilué. » À la journaliste qui lui demande : « Vous voulez dire qu'aujourd'hui, l'Allemagne domine les institutions européennes ? », il répond qu'on en a un indice assez simple dans les chiffres des chefs de cabinet des commissaires européens : en 2023, trois allemands et deux Français, au moment où il parle, six Allemands et aucun Français, et il s'attend à ce que dans la prochaine Commission, il y ait neuf ou dix chefs de cabinet allemands pour un ou deux français. Le moteur franco-allemand ne fonctionne plus, peut-être l'Allemagne n'y croit-elle plus. D'autre part, Thierry Breton craint que, l'Europe de la défense étant exclusivement dans les mains de commissaires venant des pays nordiques ou baltes, le « tropisme transatlantique » de ces pays, très marqués par leur histoire et leur proximité géographique avec la Russie, ne fasse oublier à ces commissaires qu' « avec nos amis et alliés américains, il faut une Europe toujours plus forte pour un partenariat loyal. »

### Relations avec Pfizer
En janvier 2022, une enquête menée par un organisme de surveillance de l'UE sur les SMS envoyés par von der Leyen à Albert Bourla, PDG de Pfizer conclut que l'instance exécutive de l'UE est coupable de « mauvaise administration ». La médiatrice européenne, Emily O'Reilly, critique fortement les assistants de von der Leyen pour ne pas avoir répondu aux demandes de publication des messages envoyés lors des négociations sur les achats de vaccins. S'exprimant au sujet de cette enquête, Sophie in 't Veld, eurodéputée néerlandaise, déclare que la Commission était devenue moins transparente sur ses décisions sous la direction de von der Leyen et appelle le Parlement européen à lui demander des comptes..
Selon The Guardian, Pfizer a signé plusieurs contrats avec la Commission européenne pour son vaccin. Le plus récent porte sur 1,8 milliard de doses supplémentaires, à un prix plus élevé que précédemment fixé, à livrer entre fin 2021 et 2023 aux 27 États membres de l'UE. La Commission est critiquée pour les prix élevés négociés pour les vaccins à ARNm Covid, une analyse suggérant que l'UE a payé 31 milliards d'euros de plus que le coût de production. Le médiateur européen qualifie l'affaire dans un communiqué de presse du 14 juillet 2022 de « signal d'alarme » pour l'Union européenne, face au refus de la Commission de réponse à ses demandes.
En octobre 2022, le parquet européen annonce avoir ouvert une enquête sur l'achat des vaccins anti-Covid par l'UE.
En février 2023, The New York Times saisit la Cour de justice de l'Union européenne afin de contraindre la Commission européenne à publier les SMS. Le 5 avril 2023, le lobbyiste Frédéric Baldan dépose une plainte pénale au tribunal de Liège contre Ursula von der Leyen. Il considère qu'elle s'est substituée au gouvernement fédéral belge en négociant directement et secrètement les vaccins par SMS avec le directeur de Pfizer. Sa plainte se fonde sur les motifs d'« usurpation de fonctions et de titre », de « destruction de documents publics » et de « prise illégale d’intérêts et corruption ». Une audience est prévue le 17 mai 2024 au tribunal de Liège.
En juillet 2024, la Cour de justice de l'Union européenne déplore l’absence de transparence de la Commission concernant les contrats d’achats de vaccins anti-Covid. Cet arrêt intervient alors que celle-ci tente d’obtenir le soutien de plus de la moitié des eurodéputés pour un second mandat à la présidence de la Commission européenne.

### Accord UE - Mercosur
Le 6 décembre 2024, Ursula von der Leyen signe en Uruguay le projet d'accord de libre-échange entre l'Union européenne et les pays du Mercosur, projet controversé qui suscite en France la colère des agriculteurs et une motion hostile de l'Assemblée nationale. Jean-Luc Mélenchon réagit en évoquant « la forfaiture de von der Leyen », Fabien Roussel évoque « une trahison », Marine Le Pen un « coup de poignard ». Alors qu'elle devait se rendre à Paris le lendemain assister à la réouverture solennelle de Notre-Dame, von der Leyen annule sa visite quelques heures auparavant.

## Distinctions
En 2019, elle est désignée quatrième femme la plus puissante du monde selon Forbes, également en 2020, huitième en 2021 et première entre 2022 et 2024.
En 2021, le média Politico la classe parmi les 28 personnalités européennes les plus puissantes d'Europe, à la première place de la catégorie Dreamers (« rêveurs »).
En 2025, elle est la lauréate du Prix international Charlemagne, pour sa politique d'indépendance européenne.

### Docteurhonoris causa
En 2022, elle est nommée docteur honoris causa de l'université Ben Gourion du Néguev et, en 2023, de l'université Toulouse Capitole.

### Décorations
- Grand-croix de l'ordre du Mérite ( Lituanie, 2017)[142]
- Commandeur de l'ordre national du Mali ( Mali, 2016)[143]
- Première classe de l'ordre du Prince Iaroslav le Sage ( Ukraine, 2022)[144]
- Médaille de l'ordre de St. Panteleimon ( Ukraine, 2024)[145]